# Phần mềm quản lý chuỗi cung ứng
Phần mềm quản lý chuỗi cung ứng (SCMS) là các công cụ hoặc mô-đun phần mềm được sử dụng để thực hiện các giao dịch chuỗi cung ứng, quản lý mối quan hệ nhà cung cấp và kiểm soát các quy trình kinh doanh liên quan.
Mặc dù chức năng trong các hệ thống như vậy thường có thể rộng - nó thường bao gồm :
1. Xử lý yêu cầu khách hàng
2. Xử lý đơn đặt hàng
3. Bán hàng và phân phối
4. Quản lý hàng tồn kho
5. Nhận hàng và quản lý kho
6. Quản lý nhà cung cấp / Tìm nguồn cung ứng

Một yêu cầu của nhiều SCMS thường bao gồm dự báo. Những công cụ như vậy thường cố gắng cân bằng sự chênh lệch giữa cung và cầu bằng cách cải thiện quy trình kinh doanh và sử dụng thuật toán và phân tích tiêu thụ để lên kế hoạch tốt hơn cho nhu cầu trong tương lai. SCMS cũng thường bao gồm công nghệ tích hợp cho phép các tổ chức giao dịch điện tử với các đối tác trong chuỗi cung ứng.
Ngoài ra, việc tích hợp chặt chẽ với hệ thống Tài chính là điều bắt buộc đối với hầu hết các công ty tham gia quản lý chuỗi cung ứng. Do đó, hầu hết các hệ thống phần mềm hiện có ngày nay đều được tích hợp với Tài chính - Tài khoản phải trả, Phải thu tài khoản và Sổ cái. Điều này giúp dễ dàng quản lý việc giữ sách cho các tổ chức một cách dễ dàng. Một quy trình Mua hàng & Bán hàng được tích hợp chặt chẽ cho phép các tổ chức xử lý các hoạt động hàng ngày của họ với ít nỗ lực hơn.

## Chuyển sang công nghệ dựa trên đám mây (SaaS)
Việc áp dụng SCMS đang phát triển nhanh hơn thị trường phần mềm ứng dụng doanh nghiệp rộng lớn hơn. Doanh thu hàng năm từ SCMS (cả hai cơ sở và SaaS) đạt 10 tỷ đô la trong năm 2014, tăng 12 phần trăm so với năm 2013.
Mặc dù phần mềm dựa trên cơ sở vẫn được sử dụng rộng rãi hơn các giải pháp SaaS cho SCMS năm 2014, nhưng Gartner cho rằng khoảng hai phần ba tăng trưởng trong việc áp dụng SCMS từ năm 2015 đến 2018 sẽ dựa trên mô hình đăng ký SaaS: được thúc đẩy bởi sự hiện thực hóa ngày càng tăng lợi ích của các dịch vụ dựa trên đám mây, thị trường SCMS dựa trên SaaS đã tăng khoảng 24% trong năm 2014 và dự kiến sẽ tiếp tục tăng trưởng với tốc độ tăng trưởng gộp 19% (CAGR), đạt 4,4 tỷ đô la doanh thu hàng năm vào năm 2018.